# 二成分毒素
二成分毒素(binary toxin)または二元毒素とは標的細胞に結合するB成分とB成分に結合して細胞内に侵入し毒素活性を示すA成分からなる外毒素である。

## 防御抗原ファミリー
炭疽菌の防御抗原と相同性のある5種類の毒素蛋白質が知られている。ディフィシル菌のCDT、ボツリヌス菌のC2毒素、ウェルシュ菌のι毒素、スピロフォルム菌ι毒素様毒素、セレウス菌とバチルス・チューリンゲンシスの昆虫殺虫性蛋白質のそれぞれのB成分が相同性がある。これらを防御抗原ファミリーという。防御抗原ファミリーの二成分毒素のうちクロストリジウム属のディフィシル菌のCDT、ボツリヌス菌のC2毒素、ウェルシュ菌のι毒素、スピロフォルム菌ι毒素様毒素のそれぞれのA成分はADPリボシル化酵素活性をもつ二成分毒素である。防御抗原ファミリーはB成分のみであるがA成分も合わせて記載する。

### 炭疽菌の三成分毒素
炭疽菌の外毒素は防御抗原、浮腫因子、致死因子の3つが知られている。浮腫因子と致死因子が毒素の本体であるが単独では毒性を持たないA成分で防御抗原がB成分である。3つの毒素が強調してはたらくことから三成分毒素とよばれるが、防御抗原と浮腫因子、防御抗原と致死因子という二成分毒素が2つある。

#### 炭疽菌の微生物学
炭疽菌は炭疽の病原菌として1876年にコッホが分離した。この発見によりコッホの4原則が確立した。次いで1881年にパスツールが炭疽菌の弱毒性菌による家畜用炭疽ワクチンの実用化に成功した。コッホの4原則とワクチンの創製は細菌学の歴史においては非常にk重要である。皮膚炭疽の場合、病変部に炭のような痂皮ができる。これが炭疽とよばれる所以である。炭疽菌はその病原性、芽胞の耐久性と培養・運搬・散布の容易さなどから生物兵器として研究されてきた菌のひとつである。
生物兵器としては1950～1960年代にアメリカで兵器化され、イラクや旧ソビエト連邦で保有された。1979年旧ソビエト連邦のスベルドロフスクで陸上生物施設から炭疽菌の芽胞が漏洩し、96人の患者が発生し、少なくとも64人が肺炭疽で死亡した。2001年9月にはアメリカで炭疽菌の芽胞を混ぜた白色粉末郵送による生物テロ（バイオテロ）が起こった。このバイオテロによりアメリカでは10人の患者が発生しそのうち、2名が死亡した。
炭疽菌は主に草食動物（ヤギ、ヒツジ、ウシ、ウマなど）に感染する。肉食動物、雑食動物（イヌ、ネコ、ブタなど）の感染例は少なく、鳥類、爬虫類、魚類の感染は極めて稀である。実験動物ではマウスが最も感受性が高く、次いでウサギ、モルモット、ラットである。炭疽菌は典型的な土壌菌で、環境中で芽胞体として長期間生残し、動物に感染を繰り返す。芽胞体が感染サイクルの中心となっている。芽胞体が生体内に侵入すると、マクロファージ内にすみやかに取り込まれ発芽する。発芽と同時に炭疽菌は増殖し、同時に毒素によるマクロファージの融解が起き、菌体は血流へ放出される。その後、病原因子の盛んな発現を伴いながら炭疽菌は爆発的に増殖し、産出毒素によるサイトカイン産出が誘導され、最終的に生体はショックにより死に至る。感染した動物の血液、体液、死体などが土壌や体表を汚染し、空気に触れると栄養形は再び芽胞体となり、屋外に放出され地表を汚染する。炭疽菌はこのような感染サイクルを繰り返し、炭疽菌汚染地帯を作る。ヒトは炭疽症に罹患した家畜との接触や、炭疽菌の芽胞に汚染された家畜の肉・排泄物などから感染する。ヒトからヒトへの伝染はなく、患者の隔離は必要ない。ヒトでは3つの主な感染経路がある。すなわち、皮膚、呼吸器、消化器を経て感染し、それぞれ皮膚炭疽、肺炭疽（吸入炭疽）、腸炭疽を起こす。
皮膚炭疽
炭疽症例の95%以上は皮膚炭疽である。汚染されたウールや毛皮などの取り扱い中に、露出部の手、腕、頭などの創傷から菌または芽胞が侵入して、2～3日の潜伏期をおいて、かゆみのある皮膚丘疹、次いで水疱となる。その中心部は壊死し、乾燥して黒い痂皮ができ、その周囲には浮腫と皮下出血による赤紫色の水疱を伴う。無痛性であり悪性膿疱（eschar、エスカー）とよばれる。重症例では敗血症や髄膜炎を起こし死に至る。未治療の死亡率は20%である。
肺炭疽（吸入炭疽）
肺炭疽、または吸入炭疽は獣医師、牧畜業者、毛皮取り扱い者などが芽胞を含む塵肺を吸入して起こる。芽胞は肺胞に達し、肺胞のマクロファージに貪食され気管支粘膜下、および縦隔のリンパ節に運ばれ、リンパ節腫脹を起こす。菌はマクロファージの食胞体内で栄養型となって増殖し、莢膜を作り、少なくとも3種類の毒を産出して細胞を破壊し、栄養型の炭疽菌を周囲に広げる。1～6日の潜伏期をおいて、発熱、筋肉痛、頭痛、空咳、軽度の胸部不快感などのかぜ様症状で始まり、急速に進行して、高熱、呼吸困難、喘鳴、チアノーゼ、ショック、髄膜炎(50%)を引き起こす。急性呼吸切迫症状が24～36時間続くと、どのような治療によっても95～100%が死亡する。ワクチンが推奨されて西ヨーロッパでは職業病としての肺炭疽は激減している。肺に吸入された菌は速やかに縦隔リンパ節に移動して出血性縦隔炎を起こし、菌は肺にはほとんどとどまらない。そのため胸部X線像からは肺炎は認められない。縦隔炎による縦隔の拡大像が診断上重要で、主病変が肺ではないので吸入炭疽と呼んだほうが適切である。
腸炭疽
腸炭疽は罹患動物の肉に含まれている芽胞を摂取して起こる。悪心、食欲不振、嘔吐を初発症状として、次いで発熱、腹痛、血性嘔吐、重症の下痢を伴い、20～60%という高い致死率を示す。

#### 防御抗原とその他の病原因子

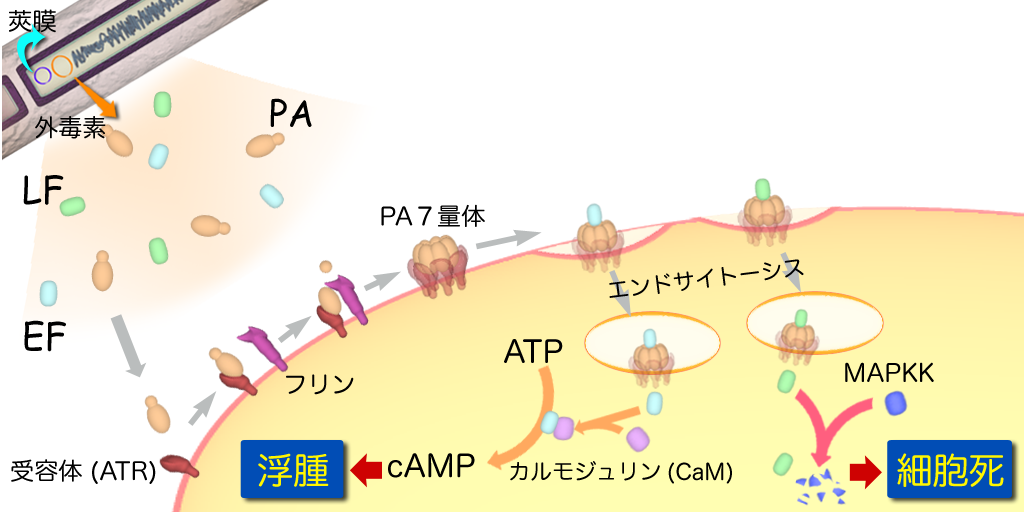
炭疽菌外毒素の作用機序

炭疽菌の病原因子は莢膜形成能と毒素産出能である。莢膜形成能は90kbのプラスミドpXO2に支配されており、莢膜は抗食菌因子としてはたらく。このプラスミドは40度の高温で培養すると脱落しやすく、菌が弱毒化する。毒素は3種類が知られている。動物に一過性の神経・心臓血管機能障害を起こす防御抗原(protective antigen、PA)、浮腫形成と致死作用を示す浮腫因子(edema factor、EF)、致死因子(leathal factor、LF)である。これらの毒素遺伝子はいずれも約180kbのプラスミドpXO1上にある。浮腫因子と致死因子が毒素の本体であるが単独では毒性を持たない酵素成分で防御抗原が結合成分である。3つの毒素が強調してはたらくことから三成分毒素とよばれるが、防御抗原と浮腫因子、防御抗原と致死因子という二成分毒素が2つある。
防御抗原
防御抗原(protective antigen、PA)はプラスミドpXO1上のpag遺伝子にコードされる。成熟タンパク質は735アミノ酸からなる。菌より分泌された防御抗原は細胞の炭疽菌毒素受容体(ATR)に結合する。ATRはI型膜タンパク質の一種でフォンウィレブランド因子Aドメインを細胞外に持っており、このドメインに防御抗原が直接結合する。受容体に結合した防御抗原は細胞表面のフーリンなどのプロテアーゼによって19kDa断片(PA20)と63kDa断片(PA63)に切断される。PA63は七量体を形成し、ポア前駆体が構築される。このポア前駆体に浮腫因子または致死因子が結合するとこれらの毒素が細胞内に取り込まれる。
X線による三次元構造解析から防御抗原は平べったくひょろりとした構造で4つのドメインからなり、β構造が多く、ヘリックス構造が少ないと推定された。Domain1は1～258番目までのアミノ酸から成る領域である。酵素成分である浮腫因子や致死因子との相互作用に関わる。162～174領域内にあるループ構造によりさらに2つにわけられる。このループ内にはトリプシンやフーリンなどのプロテアーゼで切断される164～167番目のアミノ酸配列(RKKR)があり、PA63を産出するための構造を有する。Domain2は259～487番目のアミノ酸から成る領域である。Domain2はPA63による七量体の中心を形成する。膜侵入領域である。Domain3は488～595番目のアミノ酸からなる領域である。最も小さなドメインでオリゴマー形成にかかわると予想されるが機能がよくわかっていない。Domain4は596～735番目のアミノ酸からなる領域でレセプター結合部位である。
浮腫因子
浮腫因子(edema factor、EF)はPA63の七量体でありポア前駆体に結合することで細胞内に取り込まれる。エンドソームの酸性化によりポア前駆体はエンドソーム膜に入り込み、膜に孔が形成される。浮腫因子はこの孔を通って宿主細胞室内に侵入する。浮腫因子はADPリボシル化酵素活性をもつ。
致死因子
致死因子(leathal factor、LF)はPA63の七量体でありポア前駆体に結合することで細胞内に取り込まれる。エンドソームの酸性化によりポア前駆体はエンドソーム膜に入り込み、膜に孔が形成される。致死因子はこの孔を通って宿主細胞室内に侵入する。致死因子はメタロプロテアーゼ活性をもつ。最終的に組織の出血・壊死を起こす。

### ディフィシル菌のCDT
クロストリジウム・ディフィシル（ディフィシル菌）は偽膜性腸炎、クロストリジウム・ディフィシル腸炎の原因菌として知られている。その病原性には毒素Aと毒素Bが関与することが知られている。ディフィシル菌のBI/NAP1/027型がもつ二成分毒素としてCDTが知られている。A成分がCDTaでB成分がCDTbである。CDTbはウェルシュ菌ι毒素のIbやボツリヌス菌のC2毒素のC2 IIなど他のADPリボシル化酵素活性をもつ二成分毒素のB成分と36%程度の相同性をもつ。ドメイン1(1-257)が酵素成分との結合、ドメイン2(258-480)が膜侵入領域、ドメイン3(481-591)がオリゴマー形成、ドメイン4(592-876)が細胞への結合へ関与している。ドメイン4はウェルシュ菌のι毒素とスピロフォルム菌ι毒素様毒素とは相同性があるがボツリヌス菌のC2毒素とは相同性がない。
ディフィシル菌のCDT region上にコードされている。BI/NAP1/027型ではtcdC(negative regulator)の欠損があるために菌自体が毒素の産出をコントロールできずtoxin Aの産出量が16倍、toxin Bの産出量が23倍に亢進している。このためCDT自体の病原性に関しては不明な点が多い。
CDTの受容体はウエルシュ菌のι毒素と同様にLSRである。LSRは肝臓、小腸、大腸、肺、腎臓、副腎、精巣、卵巣を含む多くの組織で高発現している。ILDR2とILDR3はLSRと30%ほどの相同性をもつがこれらがCDTの受容体であるかは疑わしい。また、LSR以外にCD44も受容体である可能性が示されている。

### ボツリヌス菌のC2毒素
ボツリヌス菌は土壌や河川、湖畔に存在するクロストリジウム属の細菌である。神経毒であるボツリヌス毒素で知られている。ボツリヌス毒素はコリン作動性末梢神経に作用し、アセチルコリンの遊離を阻害することにより麻痺を引き起こしボツリヌス症を起こす。ボツリヌス毒素の抗原性に基づいてA～Hの8型に分類されている。ヒトのボツリヌス症の原因となるのはA、B、E、FでありアメリカではA型、ヨーロッパの大半ではB型、北ヨーロッパの一部と日本ではE型が多い。C型とD型は反芻動物（ウシやヒツジ）のボツリヌス症の原因となる。抗原には違いがあるがボツリヌス毒素は薬理学的には同一である。破傷風のテタノスパスミンと同様に菌体内で産出された毒素は死菌の自己融解によって培養液中に放出される。ボツリヌス毒素は分子量約150kDaであり種々のサイズの無毒成分と結合した複合体の形で産出される。複合体毒素は分子量の違いによってLL毒素（分子量90万）、L毒素（分子量50万）。M毒素（分子量30万）にわけられる。無毒成分は胃を通過するときに毒素を胃液から保護し、小腸からの吸収効率を高める働きをする。分子量約150kDaのボツリヌス毒素は蛋白質分解酵素によりN末端より約50kDaのところに切れ目が入ることにより活性化される。分子量約150kDaのボツリヌス毒素は1本鎖で合成された後、重鎖と軽鎖とがジスルフィド結合した2本鎖タンパクとして存在する。ボツリヌス毒素は主として重鎖のC末端側を使って神経細胞膜に結合し（binding）、細胞内へ取り込まれたあと重鎖のN末端側が軽鎖を細胞質内に移行させ（translocation）、細胞質内を移動した軽鎖が酵素として基質に作用する（catalysis）。これによって神経伝達物質放出を阻害する。運動神経終末においてはアセチルコリン放出が阻害されることで神経筋伝達が失われ筋の麻痺が生じる。
ボツリヌス毒素のC型毒素はC1、C2、C3型に分類され、他の毒素型のボツリヌス毒素と同じ作用機序を示すのはC1毒素だけである。そのためC2毒素やC3毒素はボツリヌス毒素ではない。C2毒素はボツリヌスC型およびD型が産出する毒素である。C2毒素ではC2 IがA成分でありC2 IIがB成分である。ボツリヌス神経毒素とは構造および生物活性が全く異なる。C2毒素は水鳥の腸炎の原因として知られているが、それ以外の生物でも肺や消化管での血管透過性亢進などの毒性が知られている。ウェルシュ菌のι毒素は非筋肉のβ/γアクチンだけではなく骨格筋のアクチンも修飾するがC2毒素は骨格筋のアクチンは修飾しない。トリプシンによってC2 IIは活性型のC2 IIaとなりオリゴマーを形成する。細胞膜上の受容体に結合しC2 Iと複合体を形成しエンドサイトーシスの機序で細胞内に取り込まれる。エンドソーム内のpHが下がることでC2 IIaオリゴマーがpore形成をしてC2 Iが細胞質内に遊離しアクチンをADPリボシル化する。C2 IIはウェルシュ菌のι毒素のB成分であるIbと全体では39.0%相同性がある。Ibと同様に4つのドメイン構造からなる。ドメイン1(1-82)が酵素成分との結合、ドメイン2(82-308)が膜侵入領域、ドメイン3(308-410)がオリゴマー形成、ドメイン4(410-539)が細胞への結合へ関与している。ドメイン4はウェルシュ菌のι毒素と1次構造の相同性がない。そのため異なる受容体に作用すると考えられている。
C2 IIが結合する受容体はNアセチルガラクトサミンやNアセチルグリコサミン、Lフコース、ガラクトースやマンノースといった糖鎖の結合したグルコプロテインと考えられている。C2 IIは多くの種の多くの細胞にエンドサイトーシスされる。しかしRK14という糖転移酵素であるGlcNAc-T Iが欠損した細胞には取り込まれないことが知られている。

### ウェルシュ菌のイオタ毒素
ウェルシュ菌(Clostridium perfringens)はクロストリジウム属に属する嫌気性桿菌である。河川、下水、海、土壌中など自然界に広く分布している。ヒトを含む動物の腸内細菌叢における主要な構成菌であることが多い。少なくとも12種類の毒素を作り、α, β, ε, ιの4種の主要毒素の産生性によりA, B, C, D, E型の5つの型に分類される。E型ウェルシュ菌はα毒素とι（イオタ）毒素の2種類の毒素を主に産出する。ι毒素は独立した2種類の蛋白質からなる二成分毒素である。stilesとWlikinsはイオタ毒素を精製し、毒素は互いに結合や相互作用がなく、Ia成分（軽鎖、イオタa成分）とIb成分（重鎖、イオタb成分）からなる二成分毒素で、両者の共存下で毒素作用を示すことを報告した。イオタ毒素はボツリヌスC2毒素（C2 IとC2 II）や炭疽菌毒素（PA、IF、LF）やスピロフォルム菌イオタ毒素様毒素などと同じADPリボシル化毒素型ファミリーに属する。
イオタ毒素遺伝子はE型ウェルシュ菌のプラスミドDNAからクローニングされた。Ia遺伝子、Ib遺伝子の順に並び、同じ方向で転写され両者の間に存在する短い非コード領域が243b.p存在する。その塩基配列から推定されるIaのアミノ酸配列よりIaは454残基で発現する。N末側の41残基のシグナルペプチドが外れて、413残基の分子量47,605の蛋白質として産出される。このプロトキシンからN末端の13残基のプロペプチドがはずれ活性体は400残基である。Ibは876残基（分子量98,467）で発現され、N末側の39残基のシグナルペプチドがはずれ、836残基（分子量941.023）から成るプロトキシンとして菌体外に放出される。プロトキシンはタンパク分解酵素の作用で211残基のプロペプチドがはずれ664残基のアミノ酸からなる分子量74,147の成熟タンパクとなることが知られている。Iaの推定アミノ酸配列と他の蛋白質の配列を比較すると、スピロフォルム菌が産出するι毒素様毒素の酵素成分であるSaとは約80%と高いアミノ酸相同性を示す。さらに同じADPリボシル化毒素ファミリーの酵素成分（A成分）セレウス菌とバチルス・チューリンゲンシスのVIP2の配列とは32%の相同性が認められ、C2毒素のC2 Iとは10%の相同性である。百日咳毒素、大腸菌易熱性エンテロトキシン、コレラ毒素、ボツリヌスC2毒素、ボツリヌスC3毒素、セレウス菌殺虫毒素といった種々のADPリボシル化酵素のアミノ酸配列には芳香族アミノ酸-Arg、芳香族アミノ酸-疎水性アミノ酸-Ser-Thr-Ser-疎水性アミノ酸、Glu/Gln-x-Gluの配列はよく保存されている。この部位はNAD+の結合や触媒活性に関与する共通モチーフと考えられている。さらにADPリボシル化毒素の中で立体構造が明らかになっているジフテリア毒素やコレラ毒素などと比較するとアミノ酸配列に相同性は認められないがADPリボシル化活性に寄与する触媒cavityの構造は著しく類似している。コレラ毒素、百日咳毒素、ジフテリア毒素はA-B毒素として知られている。
イオタ毒素は致死、皮膚壊死活性、細胞毒性（細胞の円形化）などの作用がある。ι毒素はIaとIbの両方の投与で致死作用を示す。すなわちマウスにIa（4ng以上）、Ib(50ng以上)の静注をするとマウスは死亡する。マウスのいずれかの成分を静注し、120分後に他方の成分を静注しても致死活性が認められる。一方、Iaを投与後、抗Ia抗体、その後Ibを投与すると致死活性は阻害されるが、Ibを投与して、抗Ib抗体、次にIaを投与しても致死活性は阻害されない。モルモット皮膚壊死活性は、Ibを皮下に投与後、Iaを腹腔内投与しても認められるが、この逆の投与は活性を示さない。これらのことから生体内における毒素の作用はIbが特異的な受容体に結合することによって開始することが報告された。かつては、二成分毒素は単独では生物活性は示さないと考えられていたが、IbがVero細胞においてモノマーで細胞膜に結合後、7量体のオリゴマーを形成し、ラフトに集積後Kイオン遊離を誘導すること、さらにIb単独でエンドサイトーシスを誘導して細胞内に進入することが明らかになった。細胞膜上で7量体のオリゴマーを形成し、細胞からカリウムイオンの遊離作用を示すが細胞死は引き起こさない。Iaは筋肉、または非筋肉のGアクチンのArg残基をADPリボシル化する。一方、同じ二成分毒素でADPリボシル化毒素でもあるボツリヌスC2毒素のC2 Iは非筋肉のGアクチンのみをADPリボシル化する。Iaは基質特異性が広いのが特徴である。ADPリボシル化活性はNAD+をニコチンアミドとADP-リボースに水解するNAD+グリコハイドロラーゼ(NADase）活性と、このADP-リボース部をアクチンに転移させるトランスフェラーゼ(ARTase)活性から成る。徳島文理大学の永浜政博らはIaの分子中で、酵素活性に関与しているアミノ酸残基をアミノ酸置換とカイネティック分析より解析した。295位Argと338位Ser残基はNAD+の結合に関与し、295位Arg、338位Ser、380位Glu残基はNADase活性に、378位Glu残基はARTase活性に関与していることを報告している。さらに彼らはIaとNADH共結晶のX線結晶解析を行った。彼らはその立体構造からIaはNドメイン（N末端側1～210残基）とCドメイン（C末端側211～413残基）の2つのドメインからなることを明らかにした。これら2つのドメインはいずれも大きなcavityを有し、非常によく似た立体構造を示した。IaのNドメインは酵素活性に重要なアミノ酸残基が全て存在し、そこにNADHが結合する。IaのCドメインはIbと相互作用すると考えられている。
まとめるとイオタ毒素の作用機序はIbモノマーが細胞膜のLSRに結合し 7量体オリゴマーを形成し脂質ラフトに集積する。IbオリゴマーにIaのNドメインが結合する。IaとIbオリゴマーの複合体はエンドサイトーシスで細胞内に取り込まれる。初期エンドソームの酸性化によりIaが細胞質に遊離する。遊離したIaが細胞質のアクチンをADPリボシル化して細胞毒性を示す。ι毒素はアクチンArg177にADPリボシルグループを転移させる。Ιa毒素は非筋肉、筋肉のアクチン両方に作用する。Gアクチン（球状アクチン）をADPリボシル化するがFアクチン（Gアクチンが重合したマイクロフィラメント）には作用しない。GアクチンがADPリボシル化するとGアクチンのFアクチン重合能が消失し細胞骨格の構造が変化して細胞の変形が起こると推察されている。
Ib自体はアミノ酸配列は炭疽菌防御抗原(PA)と34%、ボツリヌス菌C2毒素のC2 IIと41%の相同性を示す。立体構造から4つのドメインからなる。ドメイン1(1-84)が酵素成分との結合、ドメイン2(84-302)が膜侵入領域、ドメイン3(302-416)がオリゴマー形成、ドメイン4(416-664)が細胞への結合へ関与している。PAとIbのドメインごとのアミノ酸配列のそれぞれは41%、40%、35%、16%であり、ドメイン4の配列類似性が低い。これは両者の結合部位の違いと考えられている。また、ボツリヌスC2毒素のC2 IIとドメインごとのアミノ酸配列はドメイン1は34%、ドメイン2は38%、ドメイン3は36%と高い相同性があるが、ドメイン4は相同性が存在しない。
イオタ毒素の受容体はクロストリジウム・ディフィシルの二成分毒素毒素であるCDTと同様にLSRである。LSRは肝臓、小腸、大腸、肺、腎臓、副腎、精巣、卵巣を含む多くの組織で高発現している。また、LSR以外にCD44も受容体である可能性が示されている。
Ibのドメイン4の一部である442-664アミノ酸残基からなるリコンビナント蛋白質Ib442-664はLSR(angulin-1)と相互作用する。Ib442-664はangubindin-1と言われるようになった。LSRは脳微小血管内皮にも発現しているためangubindin-1を用いると分子量5000程度のアンチセンスオリゴヌクレオチドが血液脳関門を通過し中枢神経系に送達される。angubindin-1は細胞毒性を示さず、マウスにも安全に投与可能である。

### スピロフォルム菌のイオタ毒素様毒素
スピロフォルム菌(clostridium spiroforme)はヒトに対しての病原性の報告はないが、ウサギや齧歯類の実験動物に腸性中毒症を引き起こすことが知られている。腸性中毒症のウサギから単離したスピロフェルム菌はウェルシュ菌のイオタ毒素に対する抗血清で作用が中和されるイオタ毒素様毒を賛成する。この毒素はイオタ毒素のイオタa成分(Ia)とイオタb成分(Ib)と同様の二成分毒素でADPリボシル化活性を示す成分Saと結合に関与する成分Sbから成る。イオタ毒素様毒素を産出するスピロフォルム菌自体は健康なヒトの糞便中や健康なニワトリや健康なウサギの腸管内からも得られる。そのためスピロフォルム菌の病原性イオタ毒素様毒素の関係性は示唆されているが、その因果関係は証明されていない。
スピロフォルム菌のイオタ毒素様毒素の遺伝子はウェルシュ菌のイオタ毒素遺伝子がプラスミドDNAに存在するのに対して核DNAから単離された。Sa遺伝子、Sb遺伝子の順に並び同じ方向で転写され、両遺伝子の間に存在する41塩基の非コード配列で分けられる。Saは459残基（分子量52,523）で発現されN末側の44残基のシグナルペプチドが外れ、415残基の分子量47,429として産出される。Sbは菌体内で879残基で発現され、N末側の44残基のシグナルペプチドが外れ菌体外に遊離する。N末側171残基がプロペプチドでトリプシンなどのタンパク分解酵素で切断され663残基のアミノ酸から成る分子量73,986の成熟Sbとなることが知られている。Saは同じ二成分毒素の酵素成分であるイオタ毒素のIaやディフィシル菌のCDTaとアミノ酸配列で約80%の相同性がある。さらにSbは結合成分であるイオタ毒素のIbやディフィシル菌のCDTbとアミノ酸配列で約78%の相同性がある。一方でIa、Sa、CDTaはボツリヌス菌の酵素成分C2 Iとはアミノ酸配列において10%しか相同性を示さない。この事実は、Sa、Ia、CDTaとC2 Iが免疫学的に交差反応をしないことによく一致し、したがって二成分毒素でもSaはIaとCDTaとは同じファミリーの毒素であるがC2毒素のC2 Iとは異なるファミリーの毒素である。さらにSbはIbと同様に炭疽菌防御抗原(PA)と33.9%の相同性を示し、同様の機能を有することが推察される。Iaの構造と機能からNAD結合cavityはβストランドとαヘリックスで構成され、3個の触媒活性に重要なアミノ酸残基（Arg-295、Glu-378、Glu-380）が存在している。Iaの活性部位の構造はコレラ毒素や百日咳毒素のようなほかのADPリボシル化毒素と類似している。この配列はSa、CDTa、C2 Iで保存されている。SaではArg-294、Glu-377、Glu-379がこれに相当する。
イオタ毒素様毒素は致死活性、モルモット皮膚壊死活性、細胞円形化活性などを有するが、いずれの活性もSaとSbの両者の共存下でのみ認められ、SaまたはSb単独では活性が認められない。マウス致死活性はマウスにSaまたはSbをそれぞれ100ng以上混和し、腹腔内投与した場合に認められる。本毒素の細胞毒性は他の二成分毒素のADPリボシル化毒素と同様に結合成分のSbが標的細胞のレセプターに結合し、これにADPリボシル化活性を有するSaが細胞内にエンドサイトーシスの機序で侵入する。
細胞内に侵入したSaは標的分子であるモノマーGアクチンをADPリボシル化し、その結果アクチンの重合が阻害され、マイクロフィラメントネットワークが壊され、細胞の円形化が起こる。二成分毒素のうちADPリボシル化毒素ファミリーの酵素成分と結合成分を交互に組み合わせて細胞毒性を検討すると、イオタ毒素、イオタ毒素様毒素、CDTはお互いの酵素成分と結合成分を置換した場合、いずれの組み合わせでも活性が発現するが、C2毒素との組み合わせではいずれの場合も全く活性を示さない。また、C2毒素感受性細胞に対してイオタ毒素、イオタ毒素様毒素は感受性を示さず、細胞表面のレセプターが異なると考えられる。さらにイオタ毒素、イオタ毒素様毒素、CDTは互いに免疫学的に交叉反応を示し、SbとIbは炭疽菌の二成分毒素の成分である防御抗原(PA)とも交叉反応を示す。したがってSbはPAと類似した構造を有すると考えられ、SbとPAと同様の機能を有していることが示唆されている。一方、C2毒素とはいずれの毒素も交叉反応を示さない。

### セレウス菌とバチルス・チューリンゲンシスの昆虫殺虫性蛋白質
セレウス菌(Bacillus cereus)は自然界に広く分布し、食品腐敗菌として知られている。日和見感染として敗血症、心内膜炎、髄膜炎、骨髄炎、気管支肺炎などを起こし、ときに致死的である。バチルス・チューリンゲンシス(Bacillus thuringiensis)はもともとカイコの病原菌として同定された。殺虫性結晶タンパク質の生産能がセレウス菌との違いである。セレウス菌とバチルス・チューリンゲンシスは二成分毒素である昆虫殺虫性蛋白質を産出するものも同定されている。昆虫殺虫性蛋白質は結合成分のVip1と酵素成分のVip2からなる。Vip1はボツリヌスC2毒素のC2 II、イオタ毒素のIbや炭疽菌のPAと相同性められる。